# Burr Steers
Burr Gore Steers, född 8 oktober 1965 i Washington, D.C., är en amerikansk skådespelare, manusförfattare och regissör.

## Filmografi (urval)

### Som regissör
- 2002 – Igby Goes Down
- 2005 – The L Word, avsnitt Labyrinth (gästregissör i TV-serie)
- 2009 – 17 Again
- 2010 – Charlie St. Cloud

### Som manusförfattare
- 2002 – Igby Goes Down
- 2002 – Hur man blir av med en kille på 10 dagar

### Som skådespelare
- 1994 – Pulp Fiction